# 4. honvedski pehotni polk (Avstro-Ogrska)
Za druge 4. polke glejte 4. polk.
4. honvedski pehotni polk (izvirno nemško k.u. Landwehr Infanterie Regiment Nr. 4; dobesedno slovensko: Cesarsko-madžarski honvedski pehotni polk št. 4) je bil pehotni polk avstro-ogrskega Honveda.

## Zgodovina
Polk je bil ustanovljen leta 1886.

### Prva svetovna vojna
Polkovna narodnostna sestava leta 1914 je bila sledeča: 49% Romunov, 48% Madžarov in 3% drugih.
Med prvo svetovno vojno se je polk bojeval tudi na soški fronti, med drugim tudi med tretjo soško ofenzivo.

## Poveljniki polka
- 1914: Siegmund Ranffy[5]